# بورلی هیلز (فلوریدا)
بورلی هیلز (به انگلیسی: Beverly Hills) یک منطقهٔ مسکونی در ایالات متحده آمریکا است که در شهرستان سیتروس، فلوریدا واقع شده‌است. بورلی هیلز ۷٫۷ کیلومتر مربع مساحت و ۸٬۴۴۵ نفر جمعیت دارد و ۳۱ متر بالاتر از سطح دریا قرار دارد.